# Producttype
Een producttype is een variant op een product.
Zo is melk bijvoorbeeld een product, dat behoort tot de productcategorie zuivel; verschillende typen melk zijn bijvoorbeeld magere melk, karnemelk, halfvolle melk, volle melk en koffiemelk.